# Ендрюс (Північна Кароліна)
Ендрюс (англ. Andrews) — місто (англ. town) в США, в окрузі Черокі штату Північна Кароліна. Населення — 1667 осіб (2020).

## Географія
Ендрюс розташований за координатами 35°11′58″ пн. ш. 83°49′32″ зх. д. / 35.19944° пн. ш. 83.82556° зх. д. (35.199539, -83.825632).  За даними Бюро перепису населення США в 2010 році місто мало площу 4,23 км², уся площа — суходіл.

## Демографія
Згідно з переписом 2010 року, у місті мешкала 1781 особа в 780 домогосподарствах у складі 452 родин. Густота населення становила 421 особа/км².  Було 971 помешкання (230/км²).
Расовий склад населення:
| - 88,8 % — білих - 1,3 % — чорних або афроамериканців - 1,1 % — корінних американців - 0,1 % — азіатів - 3,8 % — осіб інших рас |

До двох чи більше рас належало 4,9 %. Частка іспаномовних становила 7,5 % від усіх жителів.
За віковим діапазоном населення розподілялося таким чином: 22,9 % — особи молодші 18 років, 56,2 % — особи у віці 18—64 років, 20,9 % — особи у віці 65 років та старші. Медіана віку мешканця становила 42,9 року. На 100 осіб жіночої статі у місті припадало 84,4 чоловіків;  на 100 жінок у віці від 18 років та старших — 79,5 чоловіків також старших 18 років.
Середній дохід на одне домашнє господарство  становив 29 730 доларів США (медіана — 22 941), а середній дохід на одну сім'ю — 41 653 долари (медіана — 38 188). За межею бідності перебувало 38,0 % осіб, у тому числі 33,3 % дітей у віці до 18 років та 26,3 % осіб у віці 65 років та старших.
Цивільне працевлаштоване населення становило 582 особи. Основні галузі зайнятості: мистецтво, розваги та відпочинок — 22,3 %, науковці, спеціалісти, менеджери — 16,7 %, роздрібна торгівля — 15,8 %.